# La Llàcua
La Llàcua és un llogaret del municipi de Morella (els Ports, País Valencià), despoblat des dels anys 60 del segle xx i situat al sud del terme de Morella, a la dena de Muixacre.
Situat a una petita plana entre llomes, la Llàcua deu el seu nom a la presència d'un llac freàtic del que ja no s'observen indicis i que històricament han permès el cultiu de les terres. El Muixacre (1.273 metres) pel nord i el Tossal de la Nevera (1.266 m.) pel sud-est presideixen la plana a la qual s'accedeix per un camí rural procedent de la CV-12 o carretera de la Canada d'Ares a Morella.
L'antiga església està dedicada a la Puríssima i cada any per l'1 de maig recupera l'activitat amb la festa dels Apòstols, un romiatge que s'inclou en l'anomenat cicle de Rotllos i Primes i que consisteix en el repartiment de rotllos o pans entre les persones assistents (normalment el veïnat dels masos de les rodalies i de Morella) i la benedicció dels quatre punts cardinals del terme, un ritual que beneeix el cel, la terra i la vida. Aquesta església depenia del també llogaret despoblat de Salvassòria.
A més de l'església, la Llàcua comptava amb escola que va romandre oberta de 1932 a 1974. Va arribar a comptar amb 66 persones censades el 1924.